# صنابره
صنابره (انگلیسی: Al-Sinnabra)، نام سایتی تاریخی در اسرائیل امروزی واقع در کنار دریاچه طبریه و رود اردن که طی دوران هلنی و صلیبی، از جایگاه ویژه‌ای برخوردار بوده‌است.